# Bachelotiaceae
Famille
Les Bachelotiaceae sont une famille d’algues brunes de l’ordre des Scytothamnales. 

## Étymologie
Le nom vient du genre type, donné en hommage au botaniste, ethnologue, archéologue, minéralogiste et explorateur français Jean-Marie Bachelot de La Pylaie.

## Liste des genres
Selon AlgaeBase (25 août 2017) et World Register of Marine Species (25 août 2017) :
- Bachelotia (Bornet) Kuckuck ex G.Hamel, 1939